# Mereb Estifanos
Mereb Estifanos es una actriz eritrea.

## Biografía
Estifanos nació en 1983 en Arareb, en la antigua provincia de Sahel (ahora parte de la Región Norte del Mar Rojo). Es hija de Estifanos Derar y Negesti Wolde-Mariam, ambos militantes del Frente Popular de Liberación de Eritrea. Asistió a la escuela secundaria en Asmara.

## Carrera
Fessehaye Lemlem, guionista de la película Fermeley, se acercó a ella en 2002 para invitarla a participar en su película. Estifanos era una estudiante de secundaria en ese momento y no tenía experiencia en actuación. Después de verificar que no la estaban engañando, firmó el contrato para unirse al elenco de la película. Interpretó a una estudiante universitaria enamorada de un compañero, cuyo romance termina en tragedia. Después Fermeley decidió centrarse en la actuación.
Tomó un curso de actuación de tres meses en el Departamento de Asuntos Culturales. Interpretó a Feruz en la serie de televisión Hareg y ha participado en diversas películas como Werasi Kidan, Gezie, Mezgeb, Shalom, Azmarino, Ketali Sehbet y Fekri Tsa'iru . Para 2014, su filmografía ascendía a 75 cortos y largometrajes.

## Filmografía parcial
- 2002: Fermeley
- 2012: Tigisti[3]
- 2016: Zeyregefet Embaba[4]
- 2010: Timali